# Баляга-Катангарское сельское поселение
Баляга-Катангарское се́льское поселе́ние — муниципальное образование в Петровск-Забайкальском районе Забайкальского края Российской Федерации.
Административный центр — село Баляга-Катангар.

## История
Статус и границы сельского поселения установлены Законом Читинской области от 19 мая 2004 года «Об установлении границ, наименований вновь образованных муниципальных образований и наделении их статусом сельского, городского поселения в Читинской области».

## Население
| 2010 | 2011 | 2012 | 2013 | 2014 | 2015 | 2016 |
| ---- | ---- | ---- | ---- | ---- | ---- | ---- |
| 97   | →97  | ↘87  | ↘85  | ↘82  | ↘75  | ↗78  |
| 2017 | 2018 | 2019 | 2020 | 2021 |      |      |
| ↘71  | ↘67  | ↘62  | ↘51  | ↘45  |      |      |

## Состав сельского поселения
| № | Населённый пункт | Тип населённого пункта       | Население |
| - | ---------------- | ---------------------------- | --------- |
| 1 | Баляга-Катангар  | село, административный центр | ↘45       |